# ساويرا سابوخت
ساويرا سابوخت (بالسريانية: ܣܘܪܘܣ ܣܝܒܘܟܬ) يُطلق عليه أيضاً سابوخت النصيبيني، كان عالماً و أسقفاً سورياً معروفا.
وُلد في العام 575 للميلاد في مدينة نصيبين في سوريا و هي مدينةٌ واقعةٌ بالقرب من مدينة القامشلي الحالية، أما وفاته فكانت في العام 667 م في مدينة قنسرين.

## حياته
بالرغم من شِح ما يُعرف عن حياته المبكرة، فقد وصلنا بأنه كان من الشخصيات المرموقة في سوريا في القرن السابع. امتهن التدريس في مدرسة نصيبين اللاهوتية. تخلى عن منصبه الديني في العام 612 و ذلك على خلفية نزاعٍ عقائدي مع السريان الشرقيين (النساطرة). كان عضواً في الكنيسة السريانية الأرثوذكسية كما كان أسقفاً لمدينة قنسرين . كان يعقوب الرهاوي واحداً من تلامذته، وهو من أكبر ممثلي المسيحية الهيلينية آنذاك.

## أعماله
عمل مدرساً للفلسفة الأرسطية. كتب في العام 638 دراسةً هامةً تناول فيها مسألة القياس . ترجم تعليقات بولس الفارسي على أرسطو إلى السريانية التي كانت سائدةً في سوريا آنذاك. أهم إرثٍ له يتمثل في نقله نظام العد الهندي إلى العالم الإسلامي.

## الإسطرلاب
كتب دراسة حول آلة الإسطرلاب الفلكية، حيث تضمنت دراسته 25 فصلاً أسهب فيها في شرح كيفية قياس حركات الأجرام السماوية.

## وصلات خارجية
- سافيراس سابوخت (موسوعة بريتانيكا)